# Communauté de communes du Pays de Martel
Die Communauté de communes du Pays de Martel  ist ein ehemaliger französischer Gemeindeverband (Communauté de communes) im Lot und der Region Midi-Pyrénées. Er wurde zum 1. Januar 1997 gegründet und im Jahr 2002 erweitert. Er hat insgesamt etwa 6.500 Einwohner; sein Hauptort ist Martel. Er wurde 2015 mit anderen Gemeindeverbänden zur Communauté de communes Causses et Vallée de la Dordogne fusioniert.

## Geographie

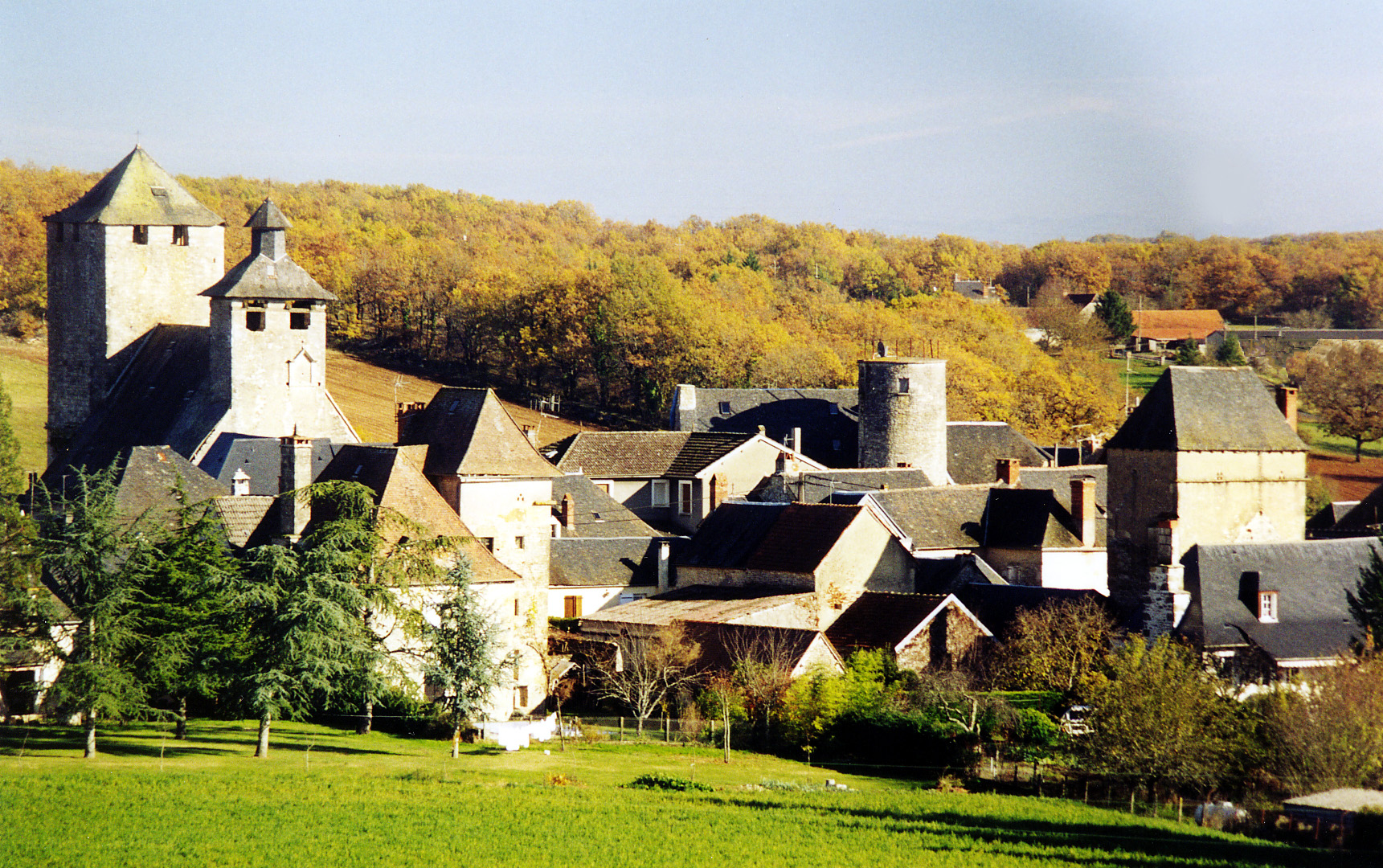
Gignac

### Lage
Der Gemeindeverband befindet sich im äußersten Norden der Kulturlandschaft des Quercy an der Grenze zum Département Corrèze. Neun Gemeinden liegen nördlich der Dordogne; zwei befinden sich südlich des Flusses.

### Landschaft
Die abwechslungsreiche Landschaft ist hügelig mit Höhen zwischen ca. 100 bis 350 Metern ü. d. M.; ein großer Teil der Landschaft ist bewaldet, andere Flächen werden als Acker- oder Weideland genutzt.

### Klima
Das vergleichsweise regenreiche Klima wird in hohen Maße von den Bergen des Zentralmassivs beeinflusst. Die sommerlichen Tageshöchsttemperaturen erreichen nur selten über 30 °C; im Winter werden aber auch nur selten Frostgrade gemessen.

## Wirtschaft
In der gesamten Region dominiert die Landwirtschaft, wobei die Viehzucht (Rinder, Schweine und Geflügel) eine wichtige Rolle spielt. Neben den üblichen Feldfrüchten spielen im Herbst Trüffel, Esskastanien und Nüsse eine wichtige Rolle im Speiseplan der einfachen Bauern, inzwischen aber auch in der gehobenen Gastronomie; hinzu kommt Obst (Äpfel, Birnen, Pflaumen, Aprikosen, Feigen etc.). Auch die Vermietung von Ferienhäusern oder -wohnungen trägt zum Einkommen der Menschen in den Gemeinden bei.

## Geschichte
Seit der Jungsteinzeit ist die dauerhafte Anwesenheit von Menschen in der Region durch Megalithgräber belegt. Uxellodunum, das letzte oppidum des keltischen Stammes der Cadurker, nach dem die ganze Landschaft des Quercy benannt ist, wurde im Jahr 51 v. Chr. von den Truppen Cäsars eingenommen. Aus dem frühen Mittelalter sind keine Nachrichten überliefert; im hohen Mittelalter und in der Renaissance entfaltete sich für eine Provinzregion rege Bautätigkeit, von der die Stadtpaläste reicher oder reichgewordener Kaufleute in Martel Zeugnis ablegen. Vor allem durch den Gastronomie- und Kulturtourismus der letzten Jahrzehnte erlebt die Region einen, wenn auch begrenzten, wirtschaftlichen Aufschwung.

## Sehenswürdigkeiten
Abgesehen von der abwechslungsreichen Landschaft mit einer außergewöhnlich schmackhaften Küche bieten sich auch kulturelle Aspekte: Von historischer Bedeutung sind einige Zeugnisse der Megalithkulturen, vor allem die Großsteingräber (dolmen) auf dem Gebiet der Gemeinde Floirac. Darüber hinaus hat nahezu jeder Ort des Gemeindeverbandes ein oder mehrere unter Denkmalschutz stehende Monuments historiques. Die meisten stehen in Martel, dessen altes Ortszentrum äußerst sehenswert ist.

## Mitglieder

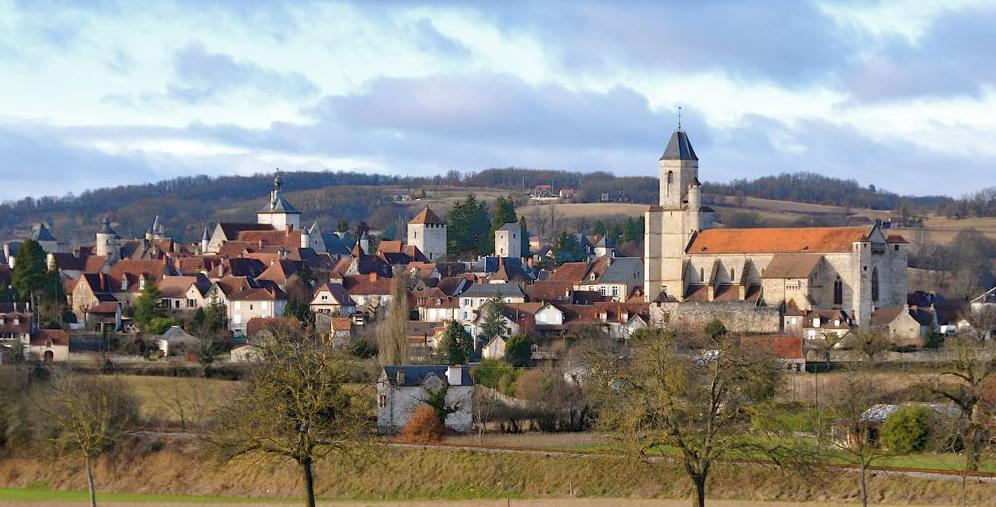
Martel – die ‚Stadt der sieben Türme‘

- Baladou
- Cazillac
- Cressensac
- Creysse
- Cuzance
- Floirac
- Gignac
- Martel
- Montvalent
- Saint-Denis-lès-Martel
- Sarrazac